# The Korea Herald
Il The Korea Herald (코리아헤럴드?) è uno dei tre quotidiani in lingua inglese pubblicati in Corea del Sud (gli altri due sono il The Korea Times e il Korea JoongAng Daily). Fondato nel 1953, il quotidiano è realizzato da uno staff composto da giornalisti e redattori sia coreani che di diverse altre nazionalità e, unitamente ad articoli originali i cui argomenti spaziano dalla politica alla finanza, dalla cultura allo sport, il The Korea Herald pubblica anche notizie di agenzie internazionali come l'Associated Press.
Al 2017 il The Korea Herald è il quotidiano coreano in lingua inglese con la maggiore tiratura, avendo una fetta di mercato superiore al 50%, ed è distribuito in oltre ottanta paesi.
Membro dell'Asia News Network, il The Korea Herald è di proprietà della Herald Corporation che pubblica anche il The Herald Business, un quotidiano finanziario in coreano, il The Junior Herald, un settimanale per adolescenti in inglese, e il The Campus Herald, un settimanale in coreano dedicato agli studenti universitari. La Herald Corporation è attiva anche nella diffusione della lingua inglese, essendo proprietaria di una catena di hagwon, ossia istituti di ripetizioni privati, e di un English village, il Busan Global Village.

## Storia

### The Korean Republic
Il The Korea Herald è stato fondato a Seul nell'agosto 1953 come The Korean Republic, un quotidiano in lingua inglese di sole quattro pagine e ha pubblicato il primo numero il giorno 15 dello stesso mese. Nel 1958, il ha pubblicato un numero speciale di 84 pagine dedicato in onore del suo quinto compleanno, stabilendo un record in fatto di pagine per un quotidiano coreano. Quattro anni dopo, nel febbraio 1962, il quotidiano ha pubblicato il suo primo supplemento educativo quotidiano in contemporanea con il lancio del The Korean Republic English Institute (poi divenuto il The Korea Herald Language Institute).

### The Korea Herald
Nell'agosto 1965 il The Korean Republic è stato rinominato con l'attuale nome di The Korea Herald. Nel 1973 il quotidiano ha aperto un ufficio a Los Angeles e nel marzo 1975 ha introdotto un sistema di composizione computerizzata, il primo in Corea del Sud. L'aprile 1982 ha visto il lancio della prima edizione internazionale del The Korea Herald, pubblicata in un formato di otto pagine.

### Internet
Nel settembre 1995 il The Korea Herald ha lanciato il proprio sito internet e nel 1996 il processo di pubblicazione è stato interamente computerizzato. Nel 2000 è stata aperta la prima Herald School, un centro di educazione in franchise per bambini in lingua inglese, allora chiamata Herald Academy Inc. Nell'agosto dello stesso anno, il The Korea Herald ha visto un cambiamento di formato, passando a pubblicare venti pagine quotidianamente. 

### Serie di libriInsight into Korea
Nel 2007, per festeggiare il ventesimo anniversario della rivolta del giugno 1987, la cosiddetta "lotta di giugno", che aprì la Corea del Sud alla democrazia, il The Korea Herald ha lanciato una serie di libri intitolata Insight into Korea. Lo scopo del progetto era quello di presentare un'analisi comprensibile della trasformazione subita dalla società coreana nel corso dei due decenni precedenti.

La serie originale è composta dai seguenti otto libri:
- Insight into Korea;
- Social Change in Korea;
- Political Change in Korea;
- A New National Strategy for Korea;
- Korean Wave;
- Big Bang in Capital Market;
- Financial Industry at a Crossroads;
- Insight into Dokdo.

A questi, nel 2012 sono stati aggiunti altri due volumi:  Making the High-Speed Train Fly: Korean Global STI Strategy e Empowering Korea with New Innovations.